# Мирела Иванова
Мирела Иванова е българска поетеса и преводачка.

## Биография
Родена е на 11 май 1962 г. в София. Завършва 91-ва немска гимназия в родния си град и българска филология в Пловдивския университет „Паисий Хилендарски“ (1985).
Започва да печата стихове още като ученичка през 1977 г. в списание „Родна реч“. През 1981 г. получава наградата за студентска поезия на традиционните празници в град Шумен, а през 1984 г. и наградата за поезия на Пловдив „Цветан Зангов“.
Мирела Иванова е единият от двамата членове (другият е Бойко Ламбовски) на групата за поетичен пърформанс „Петък 13“. Заедно с Бойко Ламбовски е автор и водещ на телевизионните предавания „Петък 13“ и „Остров за блажени“ по Българската национална телевизия.
В продължение на години е литературен наблюдател на вестниците „Стандарт“ и „Капитал“.
Автор и сценарист на два документални филма за патриарха на българската национална литература Иван Вазов: „И мойте песни все ще се четат“ (реж. Андрей Алтъпармаков) и „Великите българи: Вазов“ (реж. Лъчезар Аврамов), автор на документалния филм „Град от думи“, разказ за уникалния литературен проект „Едно немско пътуване към Пловдив“. Съсценарист на игралния филм „Аз съм ти“, реж. Петър Попзлатев, номинация за най-добър сценарий на СБФД за 2013 г.
Преподава в магистърската програма на Факултета по славянски филологии на Софийския университет „Преводач-редактор“.
Води своя коментарна рубрика в радио „Дойче веле“.
Пише литературна критика и публицистика, превежда от немски език.
Нейни стихотворения, разкази и есета са печатани са на страниците на някои от най-големите европейски вестници и литературни списания – „Ди Цайт“, „Нойе Цюрхер Цайтунг“, „Джумхуриет“, „Газета виборча“, „Зин унд Форм“, „Акценте“, „Веспеннест“. Стихотворенията на Мирела Иванова са превеждани на всички големи европейски езици и са включени в антологиите на българската поезия в страната и чужбина, по известните сред които са „Hör den Weg der Erde“ (1994, die horen, Bremerhaven [„Чуй пътя на земята“, Блага Димитрова, Борис Христов, Иван Цанев, Константин Павлов, Мирела Иванова, Миряна Башева и Николай Кънчев]), „Както слънцето се отразява и в капката роса“ (44 стихотворения от Елисавета Багряна, Блага Димитрова, Федя Филкова и Мирела Иванова, съставителство, встъпителна студия, превод и бележки доц. д-р Хюсейн Мевсим, изд. „Папирюс“, Истанбул, 2004).
През 2000 г. хайделбергското издателство „Вундерхорн“ отпечатва сборник с избрани стихотворения на поетесата в превод на Норберт Рандов под заглавие „Самотна игра“, който претърпява две издания.
Мирела Иванова е имала авторски рецитали и четения в Берлин, Щутгарт, Хамбург, Хайделберг, Лондон, Оксфорд, Брюксел, Виена, Залцбург, Инсбрук, Лана, Будапеща, Линц, Неапол, Прага, представлявала е България в редица авторитетни литературни форуми – „Европа пише“, „Поезия на съседите“, „Поезията в града“, „донумента“, „Кафе „Европа“, „Европа на майчините езици“, „Културата като лукс“ и др.
Била е стипендиантка на Литераришес колоквиум - Берлин, КултурКонтакт – Виена и творческия дом „Еденкобен“. През 2008 г. получава едногодишна писателска стипендия от министъра на културата в Бавария д-р Томас Гопел в Международния творчески дом „Вила Конкордия“ в Бамберг, Германия.
Идеолог и двигател е на редица българо-немски и международни литературни проекти: „Едно немско пътуване към Пловдив“ в сътрудничество с фондациите „Пигмалион“ и „Кюнстлерхаус Еденкобен“, „Родино – ронлив бряг“, срещи на балкански и немскоговорещи писатели, съвместно с Гьоте-институт – София, Поетична работилница „Балкански азбуки“ в Пловдив, „Дългата нощ на българската поезия“ в Бамберг, „Изопнато въже“ – съвременна музика и поезия съвместно с Камерен симфоничен оркестър „Цайтшпрунг“ в Мюнхен.
Съставител е на поетичните антологии „Странстването на камъните. Съвременни немски поети“ (изд. „Пигмалион“, Пловдив, 1994), „Придавам форма на копнежа. 33 поетеси от България, Сърбия и Македония“ (изд. „Сонм“, 2001), „Балкански азбуки: България“ (на немски и български език с предговор, Wunderhorn Verlag, Heidelberg, 2008), том с творби на поетесата Мара Белчева „Един живот“ (Университетско издателство „Св. Климент Охридски“, 1995) и на том със стихотворения за малки и големи от Иван Вазов „Аз съм българче“ (изд. „Сонм“, 2003).
По покана на Австрийското външно министерство Мирела Иванова изнася официалното слово на тържествата по повод приемането на България в Европейския съюз във Виена, и тържествения доклад на ежегодните университетски празници в Линц.
Живее в родния си град София. Дълги години работи като уредник на къща музей „Иван Вазов“. От 2016 г. е драматург в Народен театър „Иван Вазов“.

## Награди
„Памет за подробности“ получава наградата на Съюза на българските писатели за най-добра поетична книга през 1993 година, „Еклектики“ – наградата за най-добра книга на 2002 година на Сдружението на българските писатели.
Мирела Иванова е носител също на наградата на вестник „Труд“ „Златен ланец“ в категория поезия през 1999 година и на националната награда „Христо Г. Данов“ в раздел Българска художествена литература през 2003 година.
През 2002 г. получава в Мюнхен наградата за млада лирика (на немски: Hubert Burda Preis für junge Lyrik) от Източна и Югоизточна Европа, връчвана ежегодно от немския медиен магнат д-р Хуберт Бурда.
Книгата „Всички разкази са за теб“ е номинирана за наградите за съвременна българска проза на Портал „Култура“ и на книжарници „Хеликон“, а „Бавно“ е с номинация за „Христо Г. Данов“.
През 2018 г. „СЕДЕМ. Стихотворения(с)биографии“ получава наградата за литература на София и наградите за поезия „Николай Кънчев“ и „Перото“.